# Bill Milner
William Henry Milner (4 de març de 1995, Surrey, Regne Unit) és un actor britànic de cinema i televisió, va debutar el 2007 a Son of Rambow.

## Carrera
El 2007 va tenir el seu primer paper com a Will Proudfoot a Son of Rambow, i el mateix any va aparèixer a pel·lícules de televisió com Who Killed Mrs De Ropp? i My Boy Jack. El 2008 va participar en Is Anybody There? i a Pop Art. El 2009 va fer el papel de Michael a Skellig.

## Filmografia
| Any  | Pel·lícula                | Paper          | Notes                    |
| ---- | ------------------------- | -------------- | ------------------------ |
| 2007 | Son of Rambow             | Will Proudfoot |                          |
| 2007 | Who Killed Mrs De Ropp?   | Nicholas       | Pel·lícula de televisión |
| 2007 | My Boy Jack               | Peter Carter   | Pel·lícula de televisió  |
| 2008 | Is Anybody There?         | Edward         |                          |
| 2008 | Pop Art                   | Toby Warner    | Curtmetratge             |
| 2009 | Skellig                   | Michael        | Pel·lícula de televisión |
| 2010 | Sex & Drugs & Rock & Roll | Baxter Dury    |                          |
| 2011 | X-Men: First Class        | Magneto        |                          |
| 2017 | iBoy                      | Tom Harvey     |                          |
| 2018 | Apostle                   |                |                          |
| 2019 | Summer Night              | Rabbit         |                          |